# Félix de Lafarelle
François Félix de Lafarelle est un homme politique français né le 7 mai 1800 à Anduze (Gard) et mort le 18 février 1872 à Nîmes (Gard).

## Biographie
Issu d'une famille protestante de Nîmes, il devient magistrat sous la Restauration, mais démissionne pour raison de santé. Installé à Anduze, il devient correspondant de l'académie des sciences morales et politiques. Conseiller municipal de Nîmes, il est député du Gard de 1842 à 1848, siégeant dans la majorité soutenant les ministères de la Monarchie de Juillet.

### Sources
- « Félix de Lafarelle », dans Adolphe Robert et Gaston Cougny, Dictionnaire des parlementaires français, Edgar Bourloton, 1889-1891 [détail de l’édition]
- André Encrevé, « La Farelle (de) François Félix », dans Patrick Cabanel et André Encrevé (dir.), Dictionnaire biographique des protestants français de 1787 à nos jours : H-L, t. III, Paris-Max Chaleil, 2022 (ISBN 978-2-8462-1333-2), p. 535-536.